# 世界が終わる夜
「世界が終わる夜」(せかいがおわるよる)は、日本のロックバンドACIDMANの25枚目のシングル。

## 概要
- 2014年第3弾シングル。
- 初回限定盤は紙ジャケット仕様で、初回生産分購入者特典として『世界が終わる夜』発売記念ワンマンライブチケット優先受付券が封入されている[1]。

## 収録曲
1. 世界が終わる夜
大木がテーマとして掲げ続けている悠久の宇宙と限りある生命、さらに”死”を越えていくという「非日常的情景」を、”僕”と”君”という「日常的情景」の描写で表現している[1]。
20周年記念のオールタイム・ベストの投票で14位に選ばれ「ACIDMAN 20th Anniversary Fans' Best Selection Album "Your Song"」に収録された。
2. type-A (Second line)
3. 波、白く (Second line)
4. type-A (Remastering)
5. 波、白く (Remastering)